# Arachosia anyphaenoides
Arachosia anyphaenoides är en spindelart som beskrevs av O. Pickard-Cambridge 1882. Arachosia anyphaenoides ingår i släktet Arachosia och familjen spökspindlar. Inga underarter finns listade i Catalogue of Life.